# 天主教查拉特南戈教區
天主教查拉特南戈教區（拉丁語：Dioecesis Chalatenangensis）是薩爾瓦多一個羅馬天主教教區，屬聖薩爾瓦多總教區。
教區成立於1987年12月13日，包括查拉特南戈省。2006年有教友244,000人（佔轄區總人口90.0%）、廿三個堂區、三十二名司鐸。現任教區主教為類思·莫勞·安德烈亞扎。